# سفرو
سفرو (به ایتالیایی: Sefro) یک کومونه در ایتالیا است که در استان ماچه‌راتا واقع شده‌است.

## خصوصیات
سفرو ۴۲٫۵ کیلومترمربع مساحت و ۴۵۳ نفر جمعیت دارد.